# Mirel Ilieșiu
Mirel Ilieșiu, menționat uneori Mirel Ilieșu, (n. 18 octombrie 1923, București, România – d. 23 martie 1985, Târgu Mureș, România) a fost un regizor și scenarist de film documentar din România.

## Distincții
- Medalia Muncii (13 octombrie 1953) pentru contribuția sa la „munca de pregătire și desfășurare a celui de-al IV-lea Festival Mondial al Tineretului și Studenților pentru Pace și Prietenie⁠(d)”[2]
- Ordinul Muncii clasa a III-a (12 august 1959) „pentru activitate rodnică în dezvoltarea științei și culturii din Republica Populară Romînă”[3]
- Medalia „40 de ani de la înființarea Partidului Comunist din Romînia” (6 mai 1961) „pentru activitate îndelungată în mișcarea muncitorească și merite în opera de construire a socialismului”[4]

## Filmografie

### Scenarist și regizor
- Viscolul (1954)
- 60 de zile în sudul Asiei (1958)
- Lumina și piatra (1960)
- Trei strigăte pe Bistrița (1962)
- Tăbăcarii (1964)
- Viața începe la 40 de ani (1966)
- Cântece românești de altădată (1968)
- Cântecele Renașterii (1968)
- Dunărea - o legendă în formă de fluviu (1974)
- Lungul drum al muncii către artă (1976)
- Și ne-om plimba cu barca (1976)
- Jocul cu lutul, cu apa și cu focul (1978)
- Țara apelor minerale (1978)
- Glasul roților de tren (1980)
- Meseriile lumii (1980)
- Sfârșit de veac în sunet și imagini (1983)

### Actor
- Aventuri la Marea Neagră (1972) – un savant